# Estación de Bălți-Slobozia
Estación de Bălți-Slobozia, comúnmente llamada "Estación del Norte" es una estación a la vez de grandes líneas que garantizan la servicio de comunicación de la mayoría de los trayectos al Norte y Noroeste y Noreste de Moldavia, en particular de las ciudades de Ocniţa, Rezina, Ungheni, y también al Sur Chisináu. Es una estación también internacional (Rusia, Ucrania) y una estación de líneas de cercanías que realizan la servicio de comunicación del Norte de la aglomeración Bălți.

## Historia
El edificio de la estación se construyó en los años 1970-1980, en el marco de la construcción de los Ferrocarriles moldavos ( Calea ferată Moldovei - CFM), según el proyecto de los arquitectos soviéticos. La construcción de la estación se condujo bajo la dirección de los responsables soviéticos también. A partir del 6 de julio de 1949, (hace 58 años), se habían desplazado algunos millers de Moldavos en Sibére al principio de la Estación de Bălți-Slobozia, en el marco de la operación "Youg" (Sur en ruso: "Юг"). La operación de dépotation fue llevada por la administración soviética, este uqi tuvo como efecto la deslocalización a más de 12 mil de familias moldavas.

## Geografía
En frente de la estación, sobre el lugar, se encuentra el pabellón terrestre de la parada de los trolebuses y autobuses llamada "Estación del Norte".

## Intercambiador
Dos vías de la Estación del Norte sirven los trenes de grandes líneas, internacionales incluso, mientras que los dos otros sirven los trenes de suburbio. Se reservan varias vías para el transporte buque de carga. Una de las vías está ocupada por la exposición del museo de la historia del transporte ferroviario.
- Datos: Q2425970
- Multimedia: Bălți-Slobozia Railway Station / Q2425970